# Karl Haller von Hallerstein
Pour les articles homonymes, voir Hallerstein.
Carl Haller von Hallerstein (1774-1817) est un architecte et archéologue allemand originaire de la région de Nuremberg.
En 1810-1811, il fonde l'association Xénéion, et accompagne les architectes britanniques Charles Robert Cockerell et John Foster et l'archéologue allemand Jacob Linckh dans leurs recherches aux temples d'Aphaïa sur l'île d'Égine et d'Apollon à Bassae dans le Péloponnèse.
Il dessine le fameux chapiteau corinthien du temple de Bassae (détruit lors de son transport).
Il travaille ensuite sur Ithaque, Céphalonie ou Milos et meurt en Grèce avant d'avoir pu publier l'intégralité de ses travaux.

## Biographie

### Formation
Johann Carl Christoph Wilhelm Joachim, baron de Haller von Hallerstein, est né le 10 juin 1774 à Hiltspolstein près de Nuremberg. Il est le huitième enfant d’une fratrie qui en comptait dix. Son père, Carl Joachim Haller von Hallerstein (1733-1793) et sa mère, Sophie Amélie, née baronne von Imhof von Morläch (1739-1788), sont issus de la noblesse franconienne mais sont de modeste fortune. Cette condition financière difficile marque par la suite le parcours de leurs enfants, en particulier, celui de Carl. À seize ans ce dernier entre au service du prince Louis de Nassau-Saarbruck en qualité de page. Ce soutien permet à Carl Haller von Hallerstein de suivre des cours à la Hohe Carlsschule de Stuttgart, une école destinée aux enfants de l’aristocratie wurtembergeoise qui proposait des formations militaires ou artistiques. Après la mort de son protecteur, son fils Henri-Louis de Nassau-Saarbruck continue de soutenir la formation de Haller von Hallerstein qui peut se rendre à Berlin et suit des cours à la Bauakademie fondée en 1799. Il est, entre autres, formé par David Gilly et son fils, Friedrich Gilly. Au sein de cette institution, il côtoie notamment Carl Friedrich Schinkel ou Leo von Klenze De retour à Nuremberg en 1806, Carl Haller von Hallerstein est nommé inspecteur royal des bâtiments. Mais les missions liées à cette fonction l'intéressent peu : il envisage alors un voyage en Italie afin de compléter sa formation d'architecte. En 1808, il décide de se rendre à la cour de Munich avec l'espoir d’obtenir le versement d'appointements destinés à financer son projet. 

### Le Voyage en Italie 1808-1810

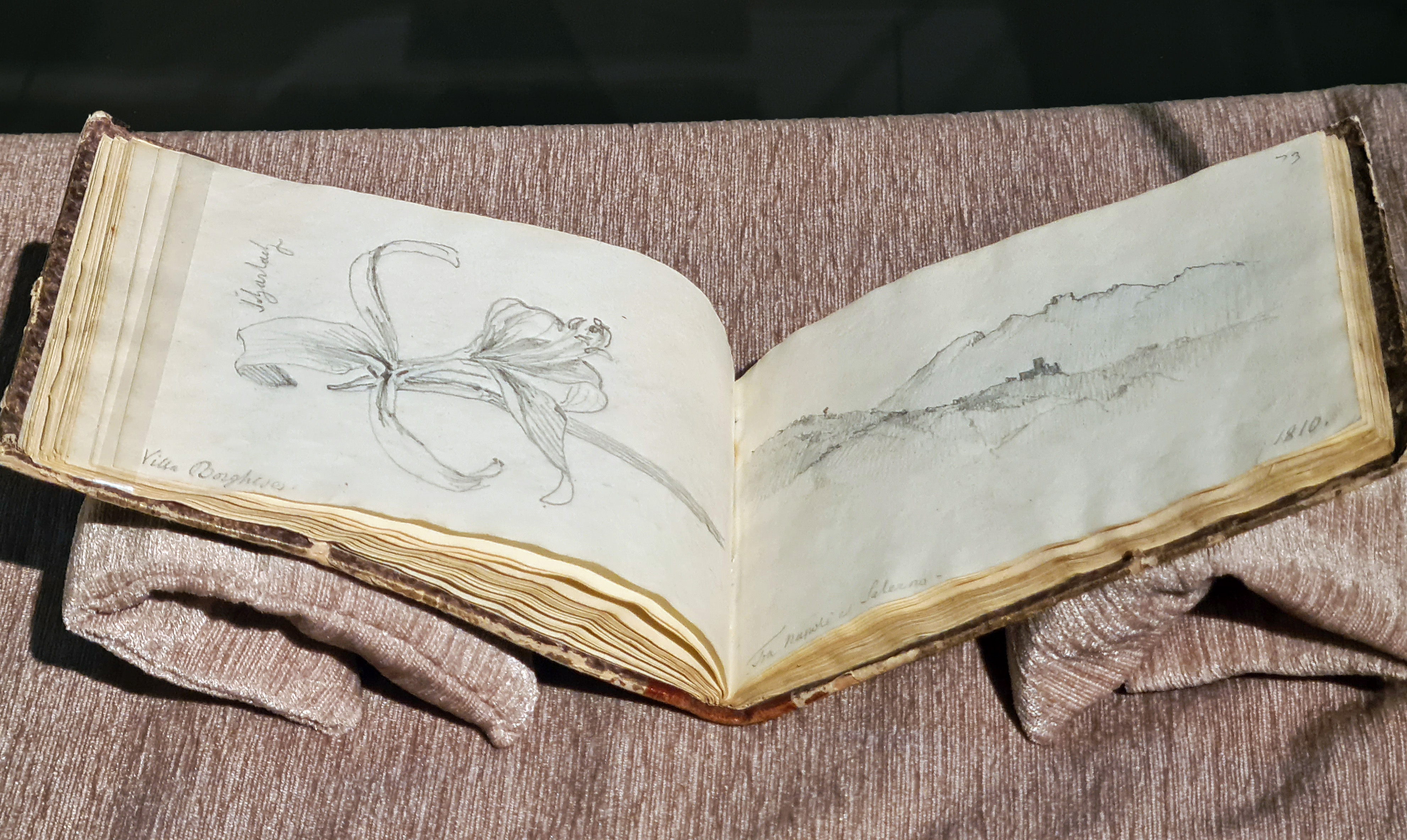
Carnet de croquis numéro 4.

Arrivé à Rome, après avoir été détroussé par des brigands lors de son passage des Alpes, il entre par la Porta del Popolo le 12 novembre 1808. Haller von Hallerstein visite les musées, découvre les sites antiques ; dès ces années il tient à la fois un journal et des carnets contenant notes et croquis de ses observations. Il intègre rapidement les réseaux de sociabilité formé par des voyageurs venus de toute l’Europe ; alors qu’il travaille dans l’atelier de Canova, Haller von Hallerstein est remarqué par les frères Riepenhausen. C’est dans leur entourage qu'il rencontre ses futurs compagnons de voyage : les Danois Georg Koës et Peter Oluf Brönstedt, le Balte Otto Magnus von Stackelberg et l’Allemand Jacob Linckh originaire de Stuttgart. Les deux premiers sont à Rome depuis l'été 1809 pour y étudier l’archéologie et l’épigraphie, ils ont suivi des cours de philologie en Allemagne et à Paris. Alors que Stackelberg et Linckh se distinguent davantage par leurs talents d’artistes, tous sont portés par une passion commune pour l’Antiquité classique qui nourrit leur imaginaire et leur soif de découvertes.
Ces rencontres vont profondément modifier la nature du voyage projeté par Carl Haller von Hallerstein. En 1810, Georg Koës et Peter Olaf Brönstedt proposent de se rendre en Grèce, province de l’Empire ottoman située en marge des affrontements qui opposaient les grandes puissances européennes à cette époque. Il s’agit alors d’une contrée relativement peu explorée et d’une destination périlleuse ; en effet, la traversée de la mer Adriatique supposait de prendre le risque de se trouver pris dans les affrontements entre flottes française et anglaise pour le contrôle des îles ioniennes par les autorités impériales qui en avaient obtenu la souveraineté lors du Traité de Tilsitt en 1807. Les voyageurs danois sont rapidement rejoints par Stackelberg, Linckh et, après quelques hésitations, par Haller von Hallerstein. Ils forment plus tard le souhait de publier à partir de leurs découvertes un ensemble qui prendrait la forme d’une livraison de plusieurs ouvrages qui traiteraient des plus beaux monuments de la Grèce.

### Le Voyage en Grèce 1810-1817
Au printemps 1810, Koës et Brönstedt obtiennent une reconnaissance officielle de leur projet de voyage en Grèce, présenté comme une mission du gouvernement danois auprès de la Sublime Porte ; ce soutien leur permet d’obtenir les autorisations nécessaires pour se rendre dans cette province de l’Empire ottoman. Au sein du groupe, Stackelberg et Linckh sont présentés comme des « voyageurs », alors que Haller von Hallerstein se voit confier la charge de secrétaire. Une fois ces formalités remplies, les cinq compagnons quittent l’Italie pour la Grèce. 
Après une traversée périlleuse de la Mer Adriatique, marquée notamment par un report d'une première tentative en raison d'une tempête, le groupe de voyageurs débarque sur l'île de Corfou, avant de rejoindre Patras, Corinthe et enfin Athènes à la mi-septembre 1810. Les voyageurs s'intègrent aux autres Européens présents en Grèce à cette époque, ils se lient d'amitié, notamment avec les architectes anglais John Foster et Charles Robert Cockerell, mais aussi avec Louis François Sébastien Fauvel, vice-consul de France ou avec Georg Gropius vice-consul du Royaume-Uni puis consul d'Autriche. 

#### Parcours et principales découvertes dans le Péloponnèse 1810-1812
Les trois premières années du séjour en Grèce de Carl Haller von Hallerstein sont essentiellement consacrées à l’exploration du Péloponnèse et de l’Attique. En général, ces expéditions durent plusieurs mois, la composition des groupes évolue au gré des possibilités et des disponibilités de ses compagnons de voyage. Les moyens financiers limités dont il dispose le contraignent souvent à renoncer à des déplacements trop lointains, ce qui explique pourquoi, il privilégie la découverte du Péloponnèse aux périples en Asie mineure effectués par Stackelberg ou Cockerell. Les itinéraires et le choix des étapes du voyage s’appuient sur les récits de voyages publiés par leurs prédécesseurs sur ces lieux, mais aussi sur les conseils de Sébastien Fauvel ou de Georg Gropius. Dès le mois d’octobre 1810, il se rend avec Koës et Brönstedt en Argolide en passant par l’île de Hydra. Ils visitent Mycènes, Tirynthe et le site d’Épidaure, avant de repartir pour Athènes en faisant halte à Argos, Némée et à Corinthe. De mauvaises conditions météorologiques les empêchent d’effectuer des relevés dans des conditions idéales. En 1811, Haller von Hallerstein accompagné de Cockerell, Foster et de Linckh se rend sur l’île d’Égine pour explorer le site du temple attribué, à cette époque, à Jupiter Panhellenius connu aujourd'hui sous le nom de Temple d'Aphaïa. Ils découvrent ensemble les restes du fronton du temple depuis attribué à Aphaïa. Les statues en marbre sont immédiatement transférés à Athènes puis Zante et enfin, en raison de la crainte d'un débarquement français sur cette île alors occupée par les Anglais, vers l'île de Malte. Après des tractations entre grandes puissances et certaines dissensions entre les voyageurs, les marbres du fronton du temple d'Egine sont acquis par Louis de Bavière, le prince héritier de ce royaume. Ils forment ainsi les premiers éléments des collections antiques bavaroises. 
Emportés par l’euphorie de la découverte des fameux marbres, les trois amis prolongent leur séjour en se rendant à Phigalie sur le site du temple d'Apollon à Bassae. Leurs fouilles y sont interrompues sur ordre de Veli Pacha (en), le gouverneur de la Morée. Ils sont contraints de repartir et décident de visiter Karýtena, Mégalopolis, Kalamata, les sites de Lycosura et de Messène. Ils traversent ensuite le massif du Taygète en direction de Sparte avant de traverser l’Argolide en faisant étape à Argos, Tirynthe, Nauplie, Épidaure, Mycènes, Némée et Corinthe. Au mois de novembre, les voyageurs retournent à Athènes après être passés par Mégare et Éleusis.
À la fin de l’année 1811, Haller von Hallerstein est le dernier à demeurer à Athènes, ses compagnons - à l’instar de Cockerell parti pour l’Asie mineure - se sont dispersés. Malgré ses difficultés financières, il est contraint d’entreprendre un voyage sur l’île de Zante pour encadrer l’embarquement des statues d’Égine pour Malte. Il y reste environ un mois avant de repartir pour le Péloponnèse, il débarque à Chiarenza (aujourd'hui Kyllini) puis longe la côte septentrionale de la péninsule pour retourner à Athènes.
En 1812, Haller von Hallerstein, Brönstedt et Linckh retournent sur l’île d’Égine pour compléter et corriger les relevés déjà effectués. Avec l’aide de Gropius, les voyageurs obtiennent l’autorisation de Veli Pacha de retourner sur le site du temple de Bassae. En juillet 1812, Haller von Hallerstein accompagné de Stackelberg, Gropius, Brönstedt, Linckh et Forster et d’autres formant un groupe de quatorze compagnons reviennent sur le site de Bassae. Cockerell se trouvait encore en Asie mineure est absent. Cette fois les voyageurs accompagnés de cinquante à soixante ouvriers peuvent rester sur le site jusqu’à la fin août. Les différents éléments de la frise de la cella représentent notamment les combats entre les centaures et les Lapithes sont découverts. Ils sont embarqués à destination de Zante pour y être vendu lors d'une vente aux enchères. Ils sont acquis par le gouvernement britannique et sont conservés depuis au British Museum. 

#### La Société des Xénéion
Porté par un idéal qui les pousse à explorer et à faire connaître leurs découvertes en Grèce, le groupe initial, formé par Brönstedt, Stackelberg, Linckh et Haller von Hallerstein, rejoint par Douglas (en), Forster et Cockerell décident de conférer une structuration plus concrète à leur voyage. Ensemble ils signent le 25 novembre 1811 une charte qui  donne officiellement naissance à Xénéion (l’hospitalière). Les sept membres fondateurs prêtent un serment de fraternité. Ils se réunissent autour de « l’enthousiasme pour la Grèce, la littérature ancienne et les beaux-arts ». L’appartenance à la société vaut appartenance à un « peuple d’eux-mêmes » se substituant aux « distinctions fortuites des nations » : les membres sont « entièrement et uniquement des Xénioi » . Même si l’un de leurs objectifs est de préserver les œuvres antiques des altérations, en particulier après les agissements de lord Elgin, les méthodes employées par les Xénoi sont contestables, leurs croquis et leurs dessins forment cependant des études rigoureuses qui ont contribué à l’élaboration d’une archéologie scientifique.

#### Après 1813, Ithaque, Constantinople et Milo
Après 1813, la majorité des compagnons de voyage de Carl Haller von Hallerstein quittent la Grèce. Lui se lance alors dans de nouvelles fouilles notamment sur l’île d’Ithaque entre mai et juin 1814. Tout en poursuivant ses recherches archéologiques, Haller von Hallerstein est sollicité par le prince Louis de Bavière qui lui commande des plans pour un projet de glyptothèque à Munich et pour le Walhalla, un pastiche de temple grec destiné à honorer la mémoire des hauts personnages de l’histoire allemande et à magnifier les mânes de la nation germaine. Pour garantir l’assurance du paiement de lettres de change envoyées par le prince, Haller von Hallerstein se rend à Constantinople en octobre 1814. Il y demeure deux ans et se rend également en Anatolie. En septembre 1816, Haller von Hallerstein débarque sur l’île de Milos. Il décide d’entreprendre des fouilles sur le site du théâtre dont il acquiert le terrain pour le compte de Louis de Bavière. Georges Roux considère qu’il s’agit de l’une des premières fouilles réalisées dans un théâtre grec. En mai-juin 1817, Haller von Hallerstein poursuit cette fouille sur l’île de Milos, mais fatigué par les chaleurs et la fièvre, il est contraint de rentrer à Athènes où il séjourne jusqu’au mois d’octobre. Il envisage alors d’effectuer le voyage retour vers l’Allemagne. 

#### Dernier voyage
Avant de rentrer en Bavière, Carl Haller von Hallerstein accepte cependant une offre de bâtir un pont en Thessalie sur le Pénée de la part des autorités turques. Mais souffrant régulièrement de la malaria depuis 1815 et atteint par diverses vagues de fièvre, il meurt d’épuisement à Ampélaki le 5 novembre 1817 à l’âge de 43 ans. Sentant sa dernière heure arriver, il eut le temps de rédiger sa propre épitaphe, sans doute inspirée par la proximité des Thermopyles : Wanderer sage in Deutschland, dass ich hier ruhe weil ich nach Vervollkommnung rang. // Voyageur, va dire en Allemagne qu’ici je repose pour m’être efforcé vers la perfection. Georg Gropius, l’un de ses amis encore présents en Grèce, fit rapatrier le corps à Athènes où il fut inhumé dans le temple de Thésée qui abritait le cimetière protestant de la ville. Durant la Guerre d’indépendance grecque, des pillards profanèrent les tombes. Les cendres de leurs occupants, dont celles de Carl Haller von Hallerstein, furent alors dispersées, ne laissant plus de traces de l’un des artistes ayant grandement œuvré à l’essor du philhellénisme dans les premières années du XIXe siècle. 

## Postérité
Après sa disparition prématurée, les biens de Carl Haller von Hallerstein furent rassemblés à Athènes et inventoriés par Georg Gropius. Les antiquités acquises pour le compte de Louis de Bavière furent transférées à Munich, les papiers, dessins et carnets quant à eux furent transmis à sa famille , . Par conséquent, les documents sont eux-aussi transférés à Munich en 1819 où on sépare, non sans peine, les documents relevant des archives royales des archives privées. L’architecte Léo von Klenze profite de cette occasion pour s’emparer d’un portefeuille contenant les esquisses du Walhalla dont il mène le chantier à partir de 1830. Après 1839, les dessins et documents sont vendus aux enchères à un dénommé J.A. Boerner. Les papiers sont rachetés par Rudolf Bergau en 1874. Cet historien de l’art perçoit le potentiel intérêt de ces documents, il en entreprend le classement, c’est lui aussi qui édite une partie de la correspondance entre Carl Haller von Hallerstein et Louis de Bavière dans les années 1870 dans la Zeitschrift für bildende Kunst.

### Un acteur de la constitution des collections de LouisIerde Bavière

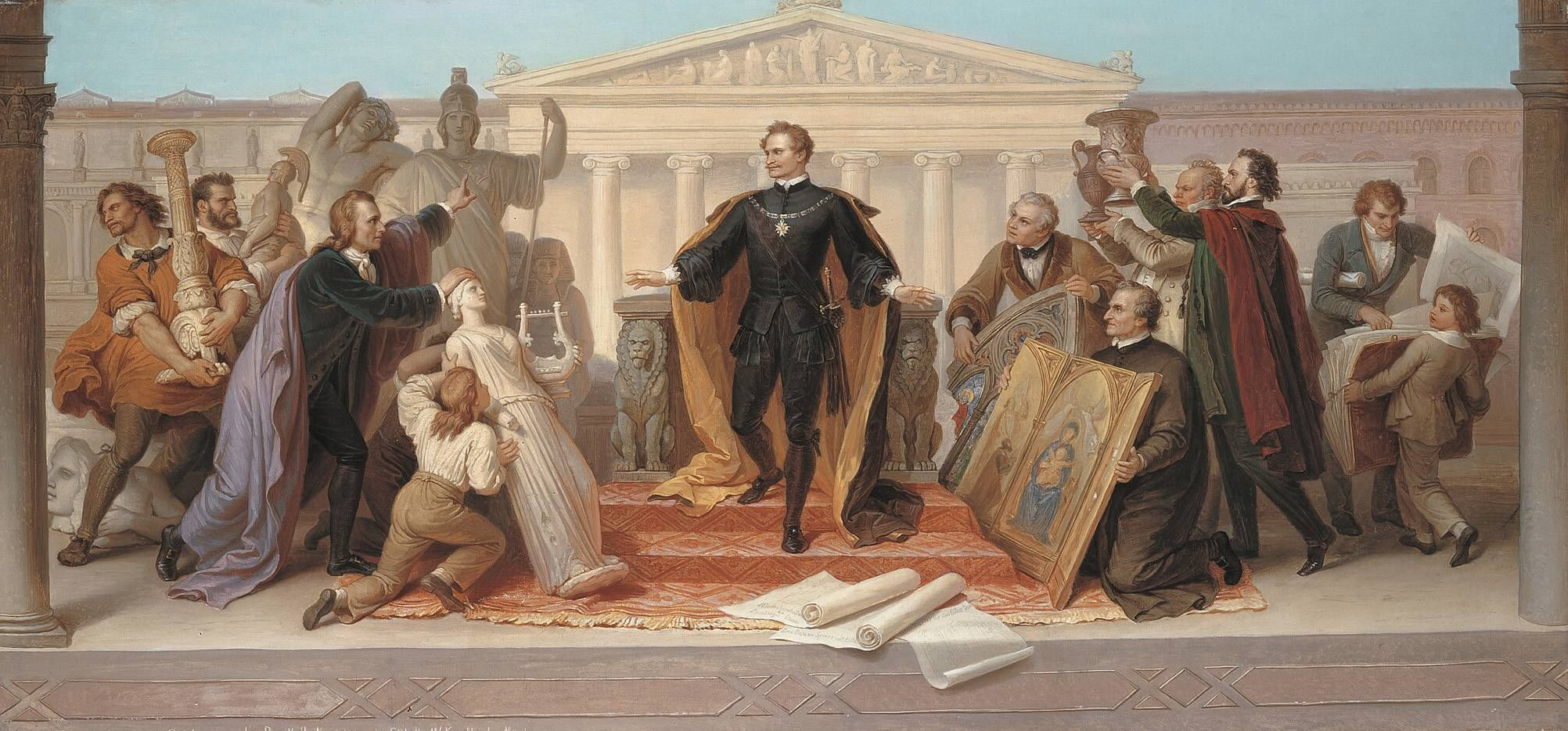
Carl Haller von Hallerstein est représenté dans ce tableau de Wilhelm von Kaulbach (quatrième personnage avec l'étole rouge à droite du roi Louis Ier de Bavière)

Dans un tableau commandé en 1847 par le roi Louis Ier de Bavière pour servir de modèle aux fresques destinées à orner le bâtiment de la Neue Pinacothek, le peintre Wilhelm von Kaulbach a choisi de faire figurer Carl Haller von Hallerstein en bonne place aux côtés des artistes et des savants de son temps : les artisans de la constitution des riches collections d’œuvres d’art du souverain bavarois. L’archéologue est représenté dans un geste d’offrande : il tend un vase grec à son monarque. L’ensemble de la scène se déroule devant le bâtiment de la glyptothèque, dont la pièce maîtresse est l’ensemble de sculptures découvert à Égine. Le peintre a choisi de souligner l’apport des découvertes de Carl Haller von Hallerstein au prestige de la nation bavaroise. Même s’il a participé à une entreprise qui s’apparenterait aujourd’hui à une forme de spoliation, son amour des antiquités ou des arts de la civilisation grecque, font de Carl Haller von Hallerstein l’un des premiers acteurs de l’apparition des méthodes de l’archéologie moderne et d’une prise de conscience de la part des Grecs eux-mêmes de la valeur de leur patrimoine monumental.

### Le fonds Carl Haller von Hallerstein de la Bibliothèque nationale et universitaire de Strasbourg
En 1878, par l’intermédiaire d’Adolf Michaelis, professeur d’archéologie classique à l’université de Strasbourg, Rudolf Bergau vend pour la somme de cinq cents marks la majeure partie des archives de Carl Haller von Hallerstein en sa possession à la Kaiserliche Universitäts- und Landesbibliothek zu Strassburg, l’actuelle Bibliothèque nationale et universitaire où le fonds se trouve toujours. Promoteur d’une pédagogie basée sur l’expérimentation ou le recoupement de sources d’origines diverses, Adolf Michaelis a pressenti le potentiel des papiers et dessins de Carl Haller von Hallerstein et l’apport qu’ils pouvaient constituer pour la connaissance sur les découvertes des marbres d’Égine ou des autres fouilles. Il n’a néanmoins pas eu l’occasion de se lancer dans une étude approfondie de la collection. Le fonds de la bibliothèque strasbourgeoise est complété en 1900 par le don du carnet de relevés du temple de Bassae par Friedrich Adler. Il s’agit de l’un des ensembles les plus complets de la main de Carl Haller von Hallerstein. Ses autres papiers sont aujourd’hui répartis entre la collection privée de ses descendants : la fondation de la famille Haller von Hallerstein sise à Nuremberg-Grossgründlach, et des institutions publiques :  la Staatliche Antikensammlung und Glyptothek à Munich, la Bayerische Staatsbibliothek dans la même ville, le Germanisches Museum et les Staatsarchiv de Nuremberg, la Kunstbibliothek de Berlin, l’Institut d’archéologie de l’université de Fribourg-en-Brisgau ou le British Museum. 
Le fonds conservé par la Bibliothèque nationale et universitaire de Strasbourg est décrit en ligne.